# مرسسکلا
مرسسکلا 
(به مالتی: Marsaskala) شهری در ناحیهٔ مالت جنوب شرقی واقع در کشور مالت است که در سال ۱۹۹۵ میلادی ۴٫۷۷۰ نفر جمعیت داشته اما جمعیت آن در سال ۲۰۰۵ میلادی ۹٫۲۹۸ نفر بوده‌است.